# ブレイクダウン
ブレイクダウン（英: a breakdown）は、楽曲中において、一つの楽器でリズムのみを演奏するパートのことを言う。ポピュラー音楽などで、とりわけヴァース‐コーラス形式の楽曲でしばし用いられる。
ブレイクダウンは、特にブルーグラスで人気のある音楽スタイルであり、アール・スクラッグスの「フォギー・マウンテン・ブレイクダウン」やビル・モンローの "Bluegrass Breakdown"などの注目すべき例がある。

## ディスコおよびその後のダンス・ミュージック
ディスコミュージシャンのトム・モールトンが1970年代にディスコ・ブレイクという手法を生み出したのが始まりとされる。彼は楽曲中の無旋律で構成されたパートを分離させることにした。彼はドラムパートのみを抜き出したものを作り、その個性的な手法は多くのダンサーたちに衝撃を与えた。この手法はクラブのDJたちに広く受け入れられ、曲の終了部分および次に流れる曲の開始部分をリズムのみのパートで繋げるという手法が編み出された。
モールトン自身はこの手法について、偶然の産物だったと語っている。この手法は後のポピュラー音楽にも盛んに取り入れられており、特に二番のコーラス（サビ）以降のブリッジ（Bメロ）に取って代わられた。顕著な例にアン・ヴォーグの「My Lovin'」がある。その曲中では、サンプリングされた男性の「and now it's time for a breakdown.（ブレイクダウンの時間だ）」の掛け声と同時に女性ボーカルによるブレイクダウンが始まる。長いトラックでは曲中に2～3回以上のブレイクダウンが起こることも珍しくない。
上記のように、当初はブレイクダウンへの移行は演奏の唐突な静止に留まるものだったが、Hi-NRGなどのジャンルでは概してブレイクダウン移行までの間をフィルインによって繋ぎ合わせるといったわかりやすい手法を用いるようになり、後のジャンルでは徐々に演奏する楽器を減らしていくといった工夫も見られる。全てのジャンルにおいて楽器やボーカルなどを静止させていく手法は、楽曲に強いコントラストを生み出す役割を持っており、ブレイクダウンと共に楽曲のクライマックスを盛り上げる手法として重要視されている。多くのダンスミュージックでは、ブレイクダウンはしばしメロディを奏でる楽器の静止と、パーカッションなどで構成される。特に無旋律のノイズエフェクト中で行われることもある。このノイズは演奏の移り変わり前のビートの静止中などに挿入されることが多い。ブレイクダウンの他にクライマックスを盛り上げる要素としては、残響音や転調などが挙げられる。

## ヘヴィメタルおよびパンクロック
メタルコアやデスコアのような積極的にヴァース‐コーラス形式を用いないジャンルでもブレイクダウンは見られる。これらのジャンルにおいてブレイクダウンはしばしモッシュやスラミングなどを引き起こし、同じ文脈で語られることがある。
多くのメタルコア、デスコアに分類されるバンドは、重厚感を演出するためにブレイクダウンを導入している。ギタリストはバスドラムに合わせてチャグと呼ばれるブリッジミュートによる重低音のリフを刻むことが多い。この場合バスドラムはチャグの音圧を底上げするための要素としての役割が強い。ギタリストはより楽曲に幅を持たせるために、ブレイクダウンと共にリズミカルで調和の取れたリフや、弦をミュートさせて高音のアタックノイズを発生させることがある。時にこれらは、共に半音やトライトーン、ピンチ・ハーモニクスなどの不協和音との対比に使われる。ギターはドロップDやドロップC#などのドロップチューニングが施されている場合が多い。特にデスコアなどの非常に攻撃的なサウンドを演奏するバンドのギタリストにはドロップAのチューニングを行っている者もいる（ホワイトチャペル、カーニフェックスなど）。
アスキング・アレクサンドリア、アタック・アタック!、エンター・シカリ、Fear, and Loathing in Las Vegasなどのように、ブレイクダウンにシンセサイザーをフィーチャリングしてダンスビート要素を加えるバンドもいる（エレクトロニコア）。
パンク・ロックでは、ブレイクダウンはアップテンポになる傾向にあり、フロア・タムやスネアによって疾走感のあるテンポを作り上げる。そこでもしばしスカダンスやモッシュ、サークルピットなどが発生する。

## ブルーグラス
ブルーグラス・ミュージックでは、ブレイクダウンは曲のセクション間に演奏される短いインストゥルメンタル・ソロであり、通常は曲のメロディのバリエーションとなって言える。その内容はそれぞれが異なる楽器による一連のブレイクダウンを特徴とするインストゥルメンタルの形式である。この形式の例としてはビル・モンローの "Bluegrass Breakdown" や、アール・スクラッグスが書いた "Earl's Breakdown"、「フォギー・マウンテン・ブレイクダウン」などがある。